# Maison des savoirs de Kinshasa
La Maison des savoirs de Kinshasa (MDS) est une institution culturelle installée et inaugurée à Kinshasa le 7 juillet 2011 dans le cadre du projet de « maisons des savoirs de la francophonie » initié entre 2009 et 2010 par quatre organisations dont l'organisation internationale de la francophonie (OIF) et l'association internationale des maires francophones (AIMF), avec TV5 Monde et l'agence universitaire de la Francophonie (AUF) comme partenaires, pour faciliter l’accès aux savoirs par la langue française. La MDS de Kinshasa est la quatrième institution à être inaugurée après trois autres installations dans d'autres villes dans le monde notamment à : Hué, Chișinău et Ouagadougou,.

## Historique
Dans les dernières années 2000 et début 2010, quatre villes sont sélectionnées après un appel à candidatures lancé au sein de l'AIMF pour accueillir le projet dans leurs pays à proximité des lycées et universités,. La capitale du Congo-Kinshasa accueille la maison des savoirs en 2011, inaugurée par Abdou Diouf alors secrétaire général de la Francophonie et André Kimbuta (ancien gouverneur de cette ville-province).

## Activités

### Gouvernance
La maison des savoirs de Kinshasa est gérée par les collectivités locales et Kinshasa est responsable de l’équipe d’animation.

### Plaidoyer
La maison des savoirs de Kinshasa cherche à faire développer constamment les compétences de son personnel et se mobilise pour la renaissance de ce lieu de lecture à l’ère de la mondialisation qui a servi de point de transit des officiels lors  du sommet de la francophonie en 2012.

## Financement
La maison des savoirs de Kinshasa est financée au départ par l'AIMF et l'OIF pour démarrer le projet en RDC et l’appui financier de la ville de Kinshasa se limite au niveau d’une partie des frais de fonctionnement et d’entretien pour compléter ce que la maison doit générer grâce aux ressources qui lui sont dotées.